# Els Vervloesem
Els Vervloesem (Leuven, 1978) is een Belgisch architect. Ze is partner bij cultureel innovatieplatform Architecture Workroom Brussels. Hiernaast is ze onderzoeker en schrijver in de architectuur. In haar ontwerpen, publicaties en andere professionele projecten richt ze zich op de sociale dimensies van architectuur en urbanisme.

## Opleiding
Vervloesem studeerde architectuur aan het Henry van de Velde Instituut in Antwerpen, waar ze in 2001 haar diploma behaalde. Nadien volgde ze de postinitiële masteropleiding Human Settlements aan de KU Leuven, waarvan ze afstudeerde in 2004. Van 2006 tot 2011 was ze doctoraatsonderzoeker verbonden aan de faculteit Bouwkunde van de TU Eindhoven, afdeling stedenbouw. In het kader van dit doctoraat onderzocht ze de plek die migranten innemen en toegewezen in de context van in- en uitsluitingsprocessen binnen de interactie tussen stedenbouw en bottom-up stadsontwikkeling. Deze eindverhandeling, onder de titel "Urbanism and Social Change. Learning from Forgotten Histories of City Making", rondde ze af in 2019.

## Loopbaan
Parallel met haar master in Human Settlements werkte Vervloesem als zelfstandig architect bij een aantal architectenbureaus, zoals bij Luc Deleu en bij B-architecten. In 2006 startte ze ook, tijdens haar doctoraatsonderzoek, als docent aan de TU Eindhoven.
Sinds 2011 is zij als wetenschappelijk medewerker verbonden aan de KU Leuven, waar ze deel uitmaakt van het onderzoeksproject over stadsvernieuwingspraktijken in Vlaanderen, Spindus (Spatial Innovation, Planning, Design and User Involvement).
Els Vervloesem verleent ook advies bij de ontwikkeling van stadsprojecten. Ze publiceerde in 2012 samen met Bruno De Meulder en André Loeckx Stadsvernieuwingsprojecten in Vlaanderen 2002-2011. Een eigenzinnige praktijk in Europees perspectief.
In 2015 werd ze partner bij Architecture Workroom Brussels, een platform dat via onderzoek vernieuwing tracht te brengen in architectuurontwerp en urbanisme. Binnen deze vereniging werkt Els Vervloesem samen met ontwerpers, stedenbouwkundigen, sociologen, pedagogen en antropologen om haar onderzoek naar de sociale dimensie van architectuur en stadsontwikkeling om te zetten in duurzame ontwerpen.

## Geselecteerde publicaties
- Vervloesem, Els, Ryckewaert, Michael, De Decker, Pascal, De Meulder, Bruno, Meijsmans, Nancy, Kesteloot, Christiaan, Van Herck, Karina, Landuydt, Karen & Tine Hens. Onzichtbaar Aanwezig. Sociale Huisvesting in Vlaanderen, Vandaag. Brussel: Vlaams Bouwmeester, 2008.
- Vervloesem, Els, De Meulder, Bruno & André Loeckx. Urban Renewal in Flanders (2002-2011): A Particular Practice in Europe. Brussels: Politeia, 2012.
- Vervloesem, Els, De Meulder, Bruno & André Loeckx. Stadsvernieuwingsprojecten in Vlaanderen 2002 - 2011: Een Eigenzinnige Praktijk in Europees Perspectief. Brussel: ASP (Academic and Scientific Publishers), 2012.
- Vervloesem, Els & Rinske Wessels. Van Cure Naar Care : Transities in De Gezonde Stad Utrecht. Utrecht: IABR, 2016.
- Vervloesem, Els. "'Boulevard Zuid': Een Multi-etnische Winkelstraat." AGORA Magazine 32, no. 1 (2016): 32
- Vervloesem, Els & Michiel Mestdagh. Torhout in Zicht: Een Wandeling Langs De Verborgen Plekjes. Torhout: Stadsbestuur, 2017.
- Vervloesem, Els & Joeri De Bruyn. Designing the Future. Brussel: Architecture Workroom Brussels, 2018.